# 猫儿山 (桂林市)
猫儿山位于中國大陸广西壮族自治区桂林市兴安县和资源县交界处，是南岭中越城岭的重要山峰，海拔2141.5米，是广西最高峰。猫儿山有国家级的猫儿山自然保护区。
因海拔是华南第一高峰，猫儿山有“华南第一峰”之称。
在二次大戰中，美國曾經派出B-24轟炸機轟炸在台灣的日本艦隻。一次行動中，有一架B-24在返航的路程中不幸失蹤。在1996年，兩名採藥的青年在貓兒山發現一架飞机的殘骸，而那殘骸正正就是該台失蹤的B-24。